# Froid mortel
Pour plus de détails, voir Fiche technique et Distribution.
Froid mortel (Bajocero, littéralement : « En dessous de zéro ») est un film espagnol coécrit et réalisé par Lluís Quílez, sorti en 2021.

## Synopsis
Une rude nuit hivernale, en plein transfert de prisonniers, un fourgon blindé appartenant à la police est attaqué, au milieu d'une route déserte, par un mystérieux individu qui semble chercher un prisonnier à l'intérieur. Martín (Javier Gutiérrez), le chauffeur policier, a réussi à se cacher à l'intérieur avec les détenus. Il est obligé de se réconcilier avec ses ennemis et doit survivre, faisant son devoir toute une longue nuit… car cet inconnu ne s'arrêtera pas avant qu'un détenu sorte.

## Fiche technique
Sauf indication contraire, les informations mentionnées dans cette section peuvent être confirmées par la base de données cinématographiques IMDb,  présente dans la section « Liens externes ».
- Titre original : Bajocero
- Titre français et québécois : Froid mortel
- Réalisation : Lluís Quílez
- Scénario : Fernando Navarro et Lluís Quílez
- Musique : Zacarías M. de la Riva
- Décors : Óscar Sempere
- Costumes : Giovanna Ribes
- Photographie : Isaac Vila
- Montage : Antonio Frutos
- Production : Josep Amorós et Pedro Uriol
- Sociétés de production : Morena Films ; Amorós Producciones, Film Factory, ICEC, Netflix et RTVE (coproductions)
- Société de distribution : Netflix
- Pays d'origine :  Espagne
- Langue originale : espagnol
- Format : couleur
- Genre : thriller ; action, aventure, drame
- Durée : 106 minutes
- Date de sortie : Monde : 29 janvier 2021 (Netflix)

## Distribution
- Javier Gutiérrez (VF : Pierre Tessier) : Martín
- Karra Elejalde (VF : Frédéric Souterelle) : Miguel
- Luis Callejo (VF : Jérôme Keen) : Ramis
- Patrick Criado (VF : Stéphane Marais) : Nano
- Andrés Gertrudix (VF : Michel Vigné) : Golum
- Isak Férriz (VF : Mathieu Buscatto) : Montesinos
- Miquel Gelabert (VF : Bertrand Dingé) : Pardo
- Édgar Vittorino (VF : Jean-Paul Pitolin) : Rei
- Florín Opritescu (VF : Fabrice Lelyon) : Mihai
- Àlex Monner (VF : Grégory Kristoforoff) : Chino
- Ángel Solo : le policier
- Marc Padró : le jeune policier

 Source et légende : version française (VF) sur RS Doublage

## Production

### Tournage
Le tournage a lieu dans la Sierra de Guadarrama de la communauté de Madrid, où se trouve l'ancienne prison de Ségovie, et en Castille-La Manche, le 8 février 2019 pendant sept semaines,.

### Musique
Zacarías M. de la Riva compose la musique du film :
1. Below Zero
2. Night Transfer
3. Jackhammer
4. Getting In
5. Convoy
6. Garcia
7. Martin Runs
8. Dawn
9. Soledad
10. El fandango
11. Sinking
12. Confession
13. Final Resolution
14. Martin (End Credits)